# Pattinaggio di velocità ai IX Giochi asiatici invernali
Le competizioni di pattinaggio di velocità ai IX Giochi asiatici invernali si sono svolte dall'8 all'11 febbraio 2024 allo Heilongjiang Winter Sports Training Center di Harbin, in Cina.

## Podi

### Uomini
| Evento                            | Oro                                      | Argento                                                  | Bronzo                                                      |
| 100 metri (dettagli)              | Gao Tingyu                               | Yevgeniy Koshkin                                         | Kim Jun-ho                                                  |
| 500 metri (dettagli)              | Gao Tingyu                               | Wataru Morishige                                         | Kim Jun-ho                                                  |
| 1000 metri (dettagli)             | Ning Zhongyan                            | Cha Min-kyu                                              | Lian Ziwen                                                  |
| 1500 metri (dettagli)             | Ning Zhongyan                            | Kazuya Yamada                                            | Ryota Kojima                                                |
| 5000 metri (dettagli)             | Wu Yu                                    | Liu Hanbin                                               | Hanahati Muhamaiti                                          |
| Sprint a squadre (dettagli)       | Cina Gao Tingyu Lian Ziwen Ning Zhongyan | Corea del Sud Kim Jun-ho Cha Min-kyu Cho Sang-hyeok      | Giappone Katsuhiro Kuratsubo Wataru Morishige Kazuya Yamada |
| Inseguimento a squadre (dettagli) | Cina Liu Hanbin Wu Yu Hanahati Muhamaiti | Corea del Sud Chung Jae-won Park Sang-eon Lee Seung-hoon | Giappone Motonaga Arito Taiyo Morino Kotaro Kasahara        |

### Donne
| Evento                            | Oro                                              | Argento                                         | Bronzo                                                        |
| 100 metri (dettagli)              | Lee Na-hyun                                      | Kim Min-sun                                     | Chen Ying-chu                                                 |
| 500 metri (dettagli)              | Kim Min-sun                                      | Lee Na-hyun                                     | Tian Ruining                                                  |
| 1000 metri (dettagli)             | Han Mei                                          | Yin Qi                                          | Lee Na-hyun                                                   |
| 1500 metri (dettagli)             | Han Mei                                          | Yang Binyu                                      | Yin Qi                                                        |
| 3000 metri (dettagli)             | Yang Binyu                                       | Han Mei                                         | Tai Zhien                                                     |
| Sprint a squadre (dettagli)       | Corea del Sud Kim Min-ji Lee Na-hyun Kim Min-sun | Corea del Sud Yu Shihui Tian Ruining Han Mei    | Kazakistan Kristina Silaeva Darya Vazhenina Nadezhda Morozova |
| Inseguimento a squadre (dettagli) | Cina Liu Hanbin Wu Yu Hanahati Muhamaiti         | Giappone Yuka Takahashi Yuna Onodera Rin Kosaka | Corea del Sud Park Ji-woo Jeong Yu-na Kim Yoon-ji             |

## Medagliere
| Posiz. | Nazione       | Oro | Argento | Bronzo | Totale |
| ------ | ------------- | --- | ------- | ------ | ------ |
| 1      | Cina          | 11  | 5       | 5      | 21     |
| 2      | Corea del Sud | 3   | 5       | 4      | 12     |
| 3      | Giappone      | 0   | 3       | 3      | 6      |
| 4      | Kazakistan    | 0   | 1       | 1      | 2      |
| 5      | Taipei cinese | 0   | 0       | 1      | 1      |
| Totale | Totale        | 14  | 14      | 14     | 42     |